# Mastacembelus
Mastacembelus is een geslacht van straalvinnige vissen uit de familie van stekelalen (Mastacembelidae).

## Soorten
- Mastacembelus alboguttatus Boulenger, 1893
- Mastacembelus albomaculatus Poll, 1953
- Mastacembelus ansorgii Boulenger, 1905
- Mastacembelus apectoralis K. J. Brown, Britz, I. R. Bills, Rüber & J. J. Day, 2011
- Mastacembelus armatus (Lacépède, 1800)
- Mastacembelus aviceps T. R. Roberts & D. J. Stewart, 1976
- Mastacembelus brachyrhinus Boulenger, 1899
- Mastacembelus brichardi Poll, (1958)
- Mastacembelus catchpolei Fowler, 1936
- Mastacembelus congicus Boulenger, 1896
- Mastacembelus crassus T. R. Roberts & D. J. Stewart, 1976
- Mastacembelus cryptacanthus Günther, 1867
- Mastacembelus cunningtoni Boulenger, 1906
- Mastacembelus dayi Boulenger, 1912
- Mastacembelus decorsei Pellegrin, 1919
- Mastacembelus dienbienensis V. H. Nguyễn & H. D. Nguyễn, 2005
- Mastacembelus ellipsifer Boulenger, 1899
- Mastacembelus erythrotaenia Bleeker, 1850
- Mastacembelus favus Hora, 1924
- Mastacembelus flavidus Matthes, 1962
- Mastacembelus frenatus Boulenger, 1901
- Mastacembelus greshoffi Boulenger, 1901
- Mastacembelus kakrimensis Vreven & Teugels, 2005
- Mastacembelus latens T. R. Roberts & D. J. Stewart, 1976
- Mastacembelus liberiensis Boulenger, 1898
- Mastacembelus loennbergii Boulenger, 1898
- Mastacembelus marchei Sauvage, 1879
- Mastacembelus mastacembelus (J. Banks & Solander, 1794)
- Mastacembelus micropectus Matthes, 1962
- Mastacembelus moeruensis Boulenger, 1914
- Mastacembelus moorii Boulenger, 1898
- Mastacembelus niger Sauvage, 1879
- Mastacembelus nigromarginatus Boulenger, 1898
- Mastacembelus notophthalmus T. R. Roberts, 1989
- Mastacembelus oatesii Boulenger, 1893
- Mastacembelus ophidium Günther, 1894
- Mastacembelus pantherinus Britz, 2007
- Mastacembelus paucispinis Boulenger, 1899
- Mastacembelus plagiostomus Matthes, 1962
- Mastacembelus platysoma Poll & Matthes, 1962
- Mastacembelus polli Vreven, 2005
- Mastacembelus praensis (Travers, 1992)
- Mastacembelus reygeli Vreven & Snoeks, 2009
- Mastacembelus robertsi (Vreven & Teugels, 1996)
- Mastacembelus sanagali Thys van den Audenaerde, 1972
- Mastacembelus seiteri Thys van den Audenaerde, 1972
- Mastacembelus sexdecimspinus (T. R. Roberts & Travers, 1986)
- Mastacembelus shiloangoensis (Vreven, 2004)
- Mastacembelus shiranus Günther, 1896
- Mastacembelus signatus Boulenger, 1905
- Mastacembelus simbi Vreven & Stiassny, 2009
- Mastacembelus stappersii Boulenger, 1914
- Mastacembelus strigiventus W. Zhou & L. P. Yang, 2011
- Mastacembelus taiaensis (Travers, 1992)
- Mastacembelus tanganicae Günther, 1894
- Mastacembelus thacbaensis V. H. Nguyễn & H. D. Nguyễn, 2005
- Mastacembelus tinwini Britz, 2007
- Mastacembelus traversi (Vreven & Teugels, 1997)
- Mastacembelus triolobus W. Zhou & L. P. Yang, 2011
- Mastacembelus trispinosus Steindachner, 1911
- Mastacembelus undulatus (McClelland, 1844)
- Mastacembelus unicolor G. Cuvier, 1832
- Mastacembelus vanderwaali P. H. Skelton, 1976
- Mastacembelus zebratus Matthes, 1962